# II bitwa pod Ypres
II bitwa pod Ypres – właściwie cykl kilku bitew stoczonych w okolicy miasta Ieper i określanych wspólną nazwą, toczonych w kwietniu i maju 1915.

## Bitwa
Bitwa pod Ieper była pierwszą w wojnie stoczoną przez oddziały kanadyjskie. Armia niemiecka, lekceważąc 23 art. reguł wojny, użyła w niej broni chemicznej. Szczególnie śmiercionośne było użycie chloru 22 kwietnia.

## Rezultaty
Użycie po raz pierwszy na froncie zachodnim broni chemicznej było dla aliantów wielkim zaskoczeniem, stąd duża liczba ofiar wśród porażonych gazem żołnierzy. Po bitwie obie strony zaczęły wyposażać swoje wojska w środki ochronne, dlatego też żaden atak chemiczny nie był już tak śmiercionośny.